# Thermosediminibacter
Thermosediminibacter è un genere di batterio appartenente alla famiglia delle Thermoanaerobacteriaceae.